# 紳士密令
是一部2015年美國間諜片，改編自1964年由米高梅製作、山姆·羅爾夫創作的電視劇《打擊魔鬼》（台灣曾由台視播映），為蓋·瑞奇所執導，瑞奇同時也與萊諾·威格拉姆合作擔任編劇。電影由亨利·卡維爾、艾米·漢默、艾莉西亞·薇坎德、伊莉莎白·戴比基、傑瑞德·哈里斯和休·葛蘭主演。該片2015年8月14日在美國上映。
電影被《時代雜誌》列入2015年十大最佳電影的第九位。

## 劇情
故事背景定於1960年代的冷戰時期，美國中央情報局（CIA）特務拿破崙·蘇洛（亨利·卡維爾飾）和蘇聯國安局（KGB）特務伊利亞·科里亞金（艾米·漢默飾）被迫合作，阻止一個神秘的國際犯罪組織 「T.H.R.U.S.H.」，原來這個組織是納粹餘黨，他們綁架了一名核武專家泰勒博士（克里斯丁·伯克飾），意圖引爆第三次世界大戰，蘇洛與科里亞金找到了泰勒博士住在東柏林的愛女蓋比·泰勒（艾莉西亞·薇坎德飾），偕往羅馬尋找泰勒博士，攔截核彈以阻止核災的發生；但其實蓋比早被英國軍情六處（MI6）招募。
最終，英、美、蘇三強組成了紳士局（U.N.C.L.E.），以蘇洛、科里亞金、蓋比三人的力量，打擊所有恐怖分子，維繫世界和平。

## 演員
| 演員                              | 角色                                         | 備註 |
| 亨利·卡維爾 Henry Cavill          | 拿破崙·蘇洛 Napoleon Solo                    | 美國中情局（CIA）探員，前隸屬於美國歐洲司令部的陸軍士官。個性幽默風趣，行事優雅、瀟灑，表面輕佻但心思細膩，但愛好女色，不擅長美人計，擅長偷竊和解鎖，後成為「紳士局（U.N.C.L.E.）」一員。 |
| 艾米·漢默 Armie Hammer            | 伊利亞·科里亞金 Illya Kuryakin               | 蘇聯國安局（KGB）探員，個性木訥，有情緒問題，因父親在他孩童時期留下陰影，所以對家庭方面十分敏感，戰鬥力強，喜歡下西洋棋，和蓋比關係曖昧，後成為「紳士局（U.N.C.L.E.）」一員。             |
| 艾莉西亞·薇坎德 Alicia Vikander   | 蓋碧拉·「蓋比」·泰勒 Gabriella "Gaby" Teller | 東德美女，嬌小可愛，善於汽車維修，父親曾是納粹德國的核武專家。後被揭發是英國軍情六處（MI6）的探員，和伊利亞關係曖昧，後成為「紳士局（U.N.C.L.E.）」一員。                                 |
| 伊莉莎白·戴比基 Elizabeth Debicki | 薇多莉亞·文奇葛拉 Victoria Vinciguerra       | 犯罪組織的女首腦，美豔動人，真正的犯罪狂熱份子，秘密研發核武來破壞蘇美平衡。 |
| 路卡·卡爾瓦尼 Luca Calvani        | 亞歷山德·文奇葛拉 Alexander Vinciguerra      | 薇多莉亞的花花公子丈夫和背後的金主，與妻子一起狼狽為奸。 |
| 休·葛蘭 Hugh Grant                | 威佛利 Waverly                               | 軍情六處（MI6）局長及「紳士局（U.N.C.L.E.）」指揮官。 |
| 西爾維斯特·格羅斯 Sylvester Groth | 魯迪 Rudi                                    | 蓋比的舅舅，薇多莉亞的手下。 |
| 傑瑞德·哈里斯 Jared Harris        | 桑德斯 Sanders                               | 蘇洛的CIA長官。 |
| 克里斯丁·伯克 Christian Berkel    | 烏多·泰勒 Dr. Udo Teller                     | 蓋比失散已久的生父，技術高超的科學家，開發核武團隊的領導人。 |
| 西蒙娜·卡帕里尼 Simona Caparrini  | 女伯爵 Contessa                              | 薇多莉亞的親友。 |
| 大衛·貝克漢 David Beckham         | 放映師 Projectionist                         | 蘇聯的幻燈片放映師。 |

## 製作
起初電影將由史蒂芬·索德柏執導，改編劇本交給史考特·Z·伯恩斯負責，並於3月開始發展，2012年時華納兄弟高層希望預算能維持低於6000萬美元，但索德柏覺得要提供20世紀60年代時期的道具這個數目並不夠。2011年11月18日，據《好萊塢報導》，索德柏退出了本片的執導。
2013年3月18日，Deadline.com報導，電影的製作工作再度恢復，並由蓋·瑞奇擔任導演。2013年7月31日，宣布電影將於2013年9月在倫敦和義大利開拍。

### 選角
2010年11月，喬治·克隆尼在對於主角拿破崙·蘇洛的會談中表示很感興趣，但他因2011年9月的背傷發作而離開該項目。之後，喬瑟夫·高登-李維、雷恩·葛斯林、查尼·塔圖、亞歷山大·斯卡斯加德、伊旺·麥奎格、羅伯·派汀森、麥特·戴蒙、克里斯汀·貝爾、麥克·法斯賓達、布萊德利·庫柏、李奧納多·狄卡皮歐、喬爾·金納曼、羅素·克洛、克里斯·潘恩、萊恩·雷諾斯和喬·漢姆都是被認為可能作為主角的演員。2013年3月18日，湯姆·克魯斯初期被討論將會出演電影中，2013年4月24日， 艾米·漢默將飾演第二主角伊利亞·科里亞金，而克魯斯則飾演拿破崙·蘇洛。瑞典女演員艾莉西亞·薇坎德於2013年5月8日加入劇組擔任女主角。2013年5月23日，克魯斯基於他對《不可能的任務：失控國度》的出演承諾，不得已退出電影。改由英國演員亨利·卡維爾代替克魯斯擔任主演。2013年7月31日，伊莉莎白·戴比基加入電影作為一個蛇蠍美人類型的角色，在此之前蘿絲·拜恩和莎莉·賽隆都是此角的考慮人選。2013年8月8日，休·葛蘭加入劇組飾演「紳士局」的領導者亞歷山大·威佛利。2013年9月4日，傑瑞德·哈里斯將飾演中情局的桑德斯，路卡·卡爾瓦尼飾演主要反派亞歷山德，西蒙娜·卡帕里尼飾演康提莎。

### 拍攝
電影於2013年9月9日開始主要拍攝。截至2013年10月25日，拍攝的地點包括在倫敦格林威治皇家維多利亞碼頭的舊皇家海軍學院、英國西薩塞克斯郡的古德伍德賽道。

### 音樂
2014年7月17日，丹尼爾·彭伯頓被聘為負責電影的配樂。

## 市場營銷
據The Projection List網站，本片有望將於2015年2月13日的《金牌特務》播放前釋出首支預告。然而，官方則提前於2月11日在網上釋出。

## 發行
本片先前的發布日期為2015年1月16日，但於2014年8月12日，華納兄弟公司將上映日期延後至2015年8月14日。

### 評價
《紳士密令》整體獲得了正面良好的評價。爛番茄根據294條專業影評持有68%的新鮮度，平均得分6.2／10；該網站共識：「《紳士密令》試圖以充滿魅力的影星來詮釋一個平凡的故事和美得冒泡的組合，這加起來讓原不均衡的動作驚悚片稱得上完善，以克服其缺乏實質內容」。在Metacritic上得分56（滿分100），代表「好壞平均參雜」的評價。據CinemaScore調查，觀眾從A +至F的評級中給予本片「B」的評價。

### 票房
北美首周獲得1340萬美元的票房，列於當周第三名，排於亞軍《不可能的任務：失控國度》的1718萬美元之後。

## 潛在續集
2017年4月，據報導，漢默透露了萊諾·威格拉姆正在為續集撰寫劇本，但未向華納兄弟上呈。

## 備註
1. ↑  「THRUSH」為「the Technological Hierarchy for the Removal of Undesirables and the Subjugation of Humanity」的縮寫，其涵義為「去除不受歡迎暨征服人類的科技階層」。
2. ↑  「UNCLE」即「執法聯合指揮部」，為「U nited N etwork C ommand for L aw and E nforcement」的縮寫，其涵義為「聯合執法指揮部」。

## 外部連結
- 官方網站 （页面存档备份，存于）
- 互联网电影数据库（IMDb）上《紳士密令》的资料（英文）
- 爛番茄上《紳士密令》的資料（英文）
- Metacritic上《紳士密令》的資料（英文）
- Box Office Mojo上《紳士密令》的資料（英文）
- AllMovie上《紳士密令》的资料（英文）
- 開眼電影網上《紳士密令》的資料（繁體中文）
- 时光网上《紳士密令》的資料（简体中文）
- 豆瓣电影上《紳士密令》的資料 （简体中文）